# Муге, Франсуа
Франсуа́ Режи́с Муге́ (фр. François-Régis Mughe; род. 16 июня 2004, Дуала) — камерунский футболист, нападающий клуба «Олимпик Марсель», выступающий на правах аренды за клуб «Калитея».

## Клубная карьера
Муге — воспитанник клуба «Брассери». В начале 2022 года Франсуа подписал контракт с марсельским «Олимпиком». 1 марта 2023 года в матче Кубка Франции против «Анси» он дебютировал за основной состав. В этом же поединке Франсуа забил свой первый гол за «Олимпик». 3 июня в матче против «Аяччо» он дебютировал в Лиге 1. 